# Tom Lebeau
Tom Lebeau, né le 23 juillet 1998 à Niort en France, est un footballeur français qui évolue au poste de milieu de terrain à l'US Saint-Malo.

## Biographie

### Débuts à Niort
Tom Lebeau signe son premier contrat professionnel en 2017 alors qu'il joue aux Chamois niortais, club de Ligue 2, depuis dix ans. Durant trois saisons, il joue 30 matchs de Ligue 2 avec les Niortais dont 18 lors de la saison 2018-2019.

### Prêt à Laval
Après trois saisons jouées avec son club formateur, Lebeau est prêté par les Chamois niortais, au Stade lavallois, club jouant en National. Il joue 12 matchs de National, pour deux buts inscrits et deux passes décisives, dans une saison tronquée par la Covid-19.

### Retour à Niort
Après une saison jouée en prêt au Stade lavallois, Lebeau retourne aux Chamois niortais où il ne joue que dix matchs de Ligue 2. Mais, alors que les Chamois niortais se retrouvent en barrage Ligue 2/National face à Villefranche Beaujolais, Lebeau marque l'un des deux buts niortais lors du match retour, permettant aux niortais de rester en Ligue 2. Lors de la seconde saison, Lebeau joue seulement neuf matchs de Ligue 2 avec Niort.

### Prêt puis départ à Concarneau
Après deux nouvelles saisons à Niort, Lebeau est prêté à l'US Concarneau, en National. Il joue 32 matchs avec les Thoniers qui sont sacrés champions de National, à la fin de la saison,. En fin de contrat avec les Chamois niortais, il reste à l'US Concarneau, en tant que joueur libre pour la première saison de l'USC en Ligue 2. Pour sa seconde saison avec les Thoniers, Lebeau jouera très peu, seulement 9 matchs sans aucune titularisations avec tout de même un but inscrit sur penalty.

### Retour en amateur au Puy
Sans club, Lebeau rejoint en octobre Le Puy Foot, club de National 2.

## Statistiques
| Saison                | Club                   | Championnat           | Championnat | Championnat | Championnat | Coupe nationale | Coupe nationale | Coupe nationale | Coupe de la Ligue | Coupe de la Ligue | Coupe de la Ligue | Barrages d'accession | Barrages d'accession | Barrages d'accession | Total | Total | Total |
| Saison                | Club                   | Division              | M.          | B.          | P.d.        | M.              | B.              | P.d.            | M.                | B.                | P.d.              | M.                   | B.                   | P.d.                 | M.    | B.    | P.d.  |
| 2016-2017             | Chamois niortais       | Ligue 2               | 1           | 0           | 0           | -               | -               | -               | -                 | -                 | -                 | -                    | -                    | -                    | 1     | 0     | 0     |
| 2017-2018             | Chamois niortais       | Ligue 2               | 11          | 0           | 0           | 1               | 0               | 0               | -                 | -                 | -                 | -                    | -                    | -                    | 12    | 0     | 0     |
| 2018-2019             | Chamois niortais       | Ligue 2               | 18          | 0           | 1           | 1               | 0               | 0               | 1                 | 0                 | 0                 | -                    | -                    | -                    | 20    | 0     | 1     |
| 2020-2021             | Chamois niortais       | Ligue 2               | 10          | 0           | 0           | 0               | 0               | 0               | -                 | -                 | -                 | 1                    | 1                    | 0                    | 11    | 1     | 0     |
| 2021-2022             | Chamois niortais       | Ligue 2               | 9           | 0           | 0           | -               | -               | -               | -                 | -                 | -                 | -                    | -                    | -                    | 9     | 0     | 0     |
| Sous-total            | Sous-total             | Sous-total            | 49          | 0           | 0           | 2               | 0               | 0               | 1                 | 0                 | 0                 | 1                    | 1                    | 0                    | 53    | 1     | 0     |
| 2019-2020             | Stade lavallois (prêt) | National              | 12          | 2           | 1           | 1               | 0               | 0               | -                 | -                 | -                 | -                    | -                    | -                    | 13    | 2     | 1     |
| 2022-2023             | US Concarneau (prêt)   | National              | 32          | 0           | 2           | 3               | 1               | 0               | -                 | -                 | -                 | -                    | -                    | -                    | 35    | 1     | 2     |
| 2023-2024             | US Concarneau          | Ligue 2               | 8           | 1           | 0           | 1               | 0               | 0               | -                 | -                 | -                 | -                    | -                    | -                    | 9     | 1     | 0     |
| Sous-total            | Sous-total             | Sous-total            | 40          | 1           | 2           | 4               | 1               | 0               | 0                 | 0                 | 0                 | 0                    | 0                    | 0                    | 44    | 2     | 2     |
| 2024-2025             | Le Puy Foot            | National 2            | 19          | 1           | 1           | 3               | 0               | 0               | -                 | -                 | -                 | -                    | -                    | -                    | 22    | 1     | 1     |
| Total sur la carrière | Total sur la carrière  | Total sur la carrière | 120         | 4           | 5           | 10              | 1               | 0               | 1                 | 0                 | 0                 | 1                    | 1                    | 0                    | 132   | 6     | 5     |

## Palmarès
- US Concarneau
- National
  - Champion : 2023